# Jean Yoyotte
Jean Yoyotte (Lyon, 4 de agosto de 1927 – París, 1 de julio de 2009) fue un egiptólogo francés, profesor de egiptología en el Collège de France y director de investigación en la École pratique des hautes études (EPHE).

## Biografía
Yoyotte estudió en el Lycée Henri-IV donde conoció a Serge Sauneron que posteriormente se convertiría en director de la Institut Français d'Archéologie Orientale (IFAO). Posteriormente, estudió en el École du Louvre bajo la supervisión de Jacques Vandier, y más tarde en el EPHE. En 1949, dirigió proyectos de investigación en el Centre national de la recherche scientifique y, entre 1952 y 1956, estuvo en El Cairo en la IFAO. En 1964 se convirtió en director de investigación de la antigua religión egipcia en la EPHE.
Participó con otros colegas comprometidos con la izquierda (Elena Cassin, Maxime Rodinson, Maurice Godelier, Charles Malamoud, André-Georges Haudricourt, Jean-Paul Brisson, Jean Bottéro) en un think tank marxista organizado por Jean-Pierre Vernant. Este grupo tomó forma institucional con la creación, en 1964, del Centre des recherches comparées sur les sociétés anciennes, que más tarde se convirtió en el Centre Louis Gernet, centrándose más en el estudio de antigua Grecia.
De 1965 al 1985 fue director de las excavaciones francesas en Tanis en el delta oriental del Nilo. En 1987, organizó una exhibición más amplia de los resultados de esas excavaciones en el Grand Palais de París. En 1992 fue nombrado presidente de egiptología al Collège de France, una posición que mantuvo hasta 2000.

## Obras destacadas
- Con Georges Posener y Serge Sauneron: Dictionnaire de la civilisation égyptienne (1959)
- Con Serge Sauneron: La naissance du monde selon l'Égypte ancienne, en La Naissance du Monde, Paris (1959)
- Les trésors des pharaons, (1968)
- Tanis l'or des pharaons (1987)
- Con Pascal Vernus: Dictionnaire des pharaons (1992) & Bestiaire des Pharaons (2001)